# 2011-es Formula–1 monacói nagydíj
A monacói nagydíj volt a 2011-es Formula–1 világbajnokság hatodik futama, amelyet 2011. május 26. és május 29. között rendeztek meg a monacói városi pályán, Monte Carlóban.

## Szabadedzések

### Első szabadedzés
A monacói nagydíj első szabadedzését május 26-án, csütörtökön délelőtt tartották.
| Helyezés | Versenyző          | Csapat/Motor         | Elért idő | Különbség | Futott kör |
| -------- | ------------------ | -------------------- | --------- | --------- | ---------- |
| 1        | Sebastian Vettel   | Red Bull-Renault     | 1:16,619  | −         | 25         |
| 2        | Fernando Alonso    | Ferrari              | 1:16,732  | + 0,113   | 24         |
| 3        | Nico Rosberg       | Mercedes             | 1:17,139  | + 0,520   | 20         |
| 4        | Felipe Massa       | Ferrari              | 1:17,316  | + 0,697   | 24         |
| 5        | Lewis Hamilton     | McLaren-Mercedes     | 1:17,350  | + 0,731   | 23         |
| 6        | Jenson Button      | McLaren-Mercedes     | 1:17,534  | + 0,915   | 24         |
| 7        | Pastor Maldonado   | Williams-Cosworth    | 1:18,527  | + 1,908   | 30         |
| 8        | Adrian Sutil       | Force India-Mercedes | 1:18,578  | + 1,959   | 24         |
| 9        | Vitalij Petrov     | Renault              | 1:18,733  | + 2,114   | 16         |
| 10       | Michael Schumacher | Mercedes             | 1:18,805  | + 2,186   | 14         |
| 11       | Nick Heidfeld      | Renault              | 1:18,928  | + 2,309   | 19         |
| 12       | Sébastien Buemi    | Toro Rosso-Ferrari   | 1:19,234  | + 2,615   | 24         |
| 13       | Rubens Barrichello | Williams-Cosworth    | 1:19,395  | + 2,776   | 24         |
| 14       | Daniel Ricciardo   | Toro Rosso-Ferrari   | 1:19,463  | + 2,844   | 25         |
| 15       | Kobajasi Kamui     | Sauber-Ferrari       | 1:19,768  | + 3,149   | 25         |
| 16       | Sergio Pérez       | Sauber-Ferrari       | 1:19,792  | + 3,173   | 26         |
| 17       | Heikki Kovalainen  | Lotus-Renault        | 1:20,083  | + 3,464   | 23         |
| 18       | Jarno Trulli       | Lotus-Renault        | 1:21.116  | +4,497    | 27         |
| 19       | Paul di Resta      | Force India-Mercedes | 1:21,548  | + 4,929   | 32         |
| 20       | Jérôme d’Ambrosio  | Virgin-Cosworth      | 1:21,758  | + 5,139   | 31         |
| 21       | Timo Glock         | Virgin-Cosworth      | 1:21,815  | + 5,196   | 17         |
| 22       | Vitantonio Liuzzi  | HRT-Cosworth         | 1:22,840  | + 6,221   | 13         |
| 23       | Narain Karthikeyan | HRT-Cosworth         | 1:23,885  | + 7,266   | 37         |
| 24       | Mark Webber        | Red Bull-Renault     |           |           | 3          |

### Második szabadedzés

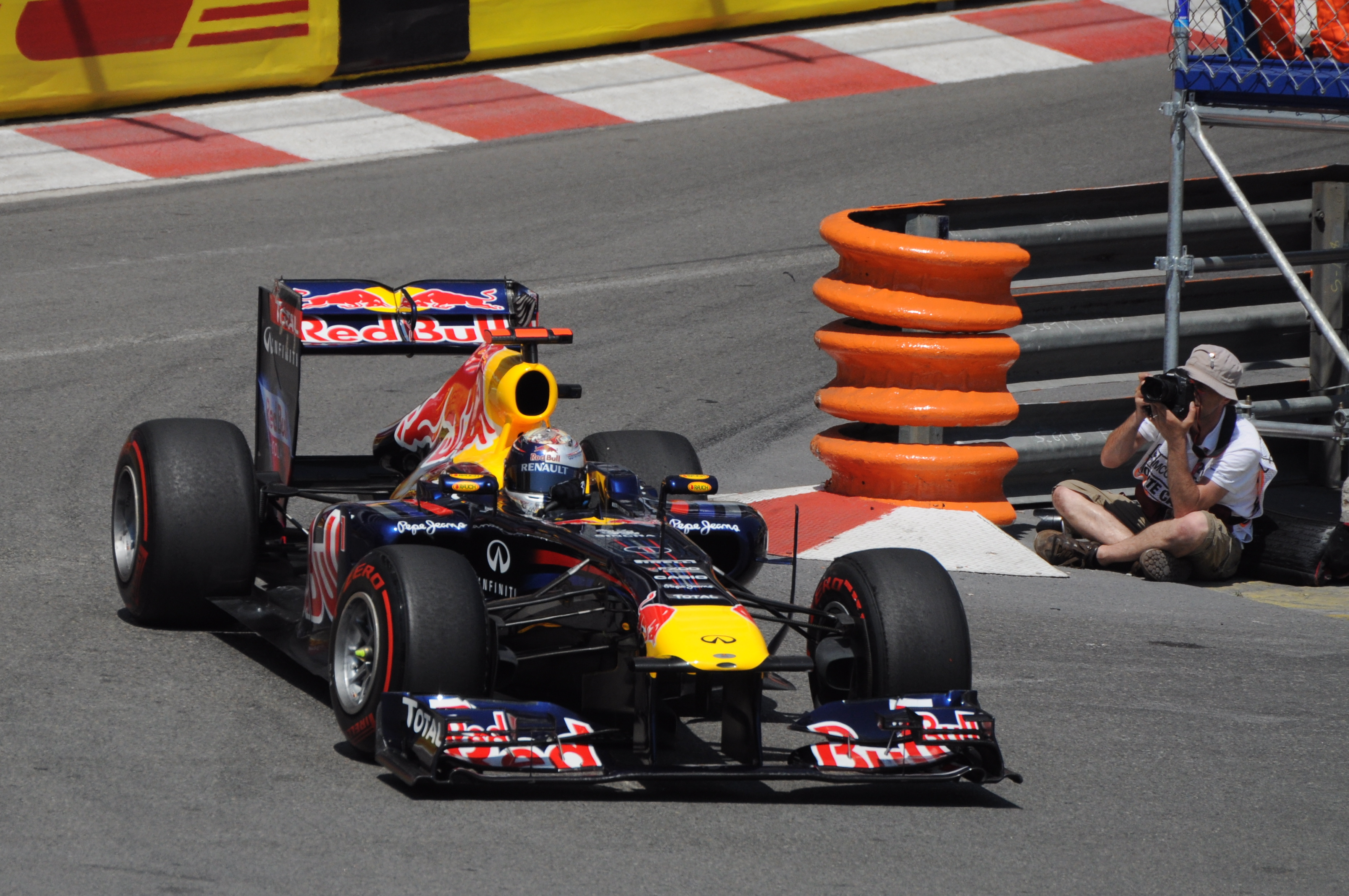
Sebastian Vettel, a futam győztese

A monacói nagydíj második szabadedzését május 26-án, csütörtökön délután tartották.
| Helyezés | Versenyző          | Csapat/Motor         | Elért idő | Különbség | Futott kör |
| -------- | ------------------ | -------------------- | --------- | --------- | ---------- |
| 1        | Fernando Alonso    | Ferrari              | 1:15,123  | −         | 42         |
| 2        | Lewis Hamilton     | McLaren-Mercedes     | 1:15,228  | + 0,105   | 33         |
| 3        | Nico Rosberg       | Mercedes             | 1:15,321  | + 0,198   | 44         |
| 4        | Jenson Button      | McLaren-Mercedes     | 1:15,448  | + 0,325   | 38         |
| 5        | Sebastian Vettel   | Red Bull-Renault     | 1:15,667  | + 0,544   | 46         |
| 6        | Felipe Massa       | Ferrari              | 1:15,781  | + 0,658   | 45         |
| 7        | Michael Schumacher | Mercedes             | 1:16,356  | + 1,233   | 33         |
| 8        | Mark Webber        | Red Bull-Renault     | 1:16,642  | + 1,519   | 42         |
| 9        | Adrian Sutil       | Force India-Mercedes | 1:17,101  | + 1,978   | 46         |
| 10       | Nick Heidfeld      | Renault              | 1:17,126  | + 2,003   | 38         |
| 11       | Vitalij Petrov     | Renault              | 1:17,337  | + 2,214   | 35         |
| 12       | Sergio Pérez       | Sauber-Ferrari       | 1:17,541  | + 2,418   | 47         |
| 13       | Rubens Barrichello | Williams-Cosworth    | 1:17,570  | + 2,447   | 39         |
| 14       | Sébastien Buemi    | Toro Rosso-Ferrari   | 1:17,581  | + 2,458   | 32         |
| 15       | Pastor Maldonado   | Williams-Cosworth    | 1:17,633  | + 2,510   | 49         |
| 16       | Kobajasi Kamui     | Sauber-Ferrari       | 1:17,706  | + 2,583   | 37         |
| 17       | Jaime Alguersuari  | Toro Rosso-Ferrari   | 1:17,789  | + 2,666   | 43         |
| 18       | Heikki Kovalainen  | Lotus-Renault        | 1:18,266  | + 3,143   | 50         |
| 19       | Jarno Trulli       | Lotus-Renault        | 1:18.490  | +3,367    | 39         |
| 20       | Paul di Resta      | Force India-Mercedes | 1:19,053  | + 3,930   | 15         |
| 21       | Jérôme d’Ambrosio  | Virgin-Cosworth      | 1:19,185  | + 4,062   | 40         |
| 22       | Timo Glock         | Virgin-Cosworth      | 1:19,338  | + 4,215   | 35         |
| 23       | Narain Karthikeyan | HRT-Cosworth         | 1:22,066  | + 6,943   | 33         |
| 24       | Vitantonio Liuzzi  | HRT-Cosworth         |           |           | 0          |

### Harmadik szabadedzés
A monacói nagydíj harmadik szabadedzését május 28-án, szombaton délelőtt tartották.
| Helyezés | Versenyző          | Csapat/Motor         | Elért idő | Különbség | Futott kör |
| -------- | ------------------ | -------------------- | --------- | --------- | ---------- |
| 1        | Fernando Alonso    | Ferrari              | 1:14,433  | −         | 18         |
| 2        | Jenson Button      | McLaren-Mercedes     | 1:14,996  | + 0,563   | 17         |
| 3        | Felipe Massa       | Ferrari              | 1:15,024  | + 0,591   | 19         |
| 4        | Sebastian Vettel   | Red Bull-Renault     | 1:15,245  | + 0,812   | 19         |
| 5        | Michael Schumacher | Mercedes             | 1:15,310  | + 0,877   | 21         |
| 6        | Lewis Hamilton     | McLaren-Mercedes     | 1:15,386  | + 0,953   | 14         |
| 7        | Mark Webber        | Red Bull-Renault     | 1:15,529  | + 1,096   | 19         |
| 8        | Jaime Alguersuari  | Toro Rosso-Ferrari   | 1:16,617  | + 2,184   | 13         |
| 9        | Sébastien Buemi    | Toro Rosso-Ferrari   | 1:16,736  | + 2,303   | 15         |
| 10       | Sergio Pérez       | Sauber-Ferrari       | 1:16,821  | + 2,388   | 19         |
| 11       | Paul di Resta      | Force India-Mercedes | 1:16,990  | + 2,557   | 20         |
| 12       | Rubens Barrichello | Williams-Cosworth    | 1:17,196  | + 2,763   | 13         |
| 13       | Pastor Maldonado   | Williams-Cosworth    | 1:17,333  | + 2,900   | 17         |
| 14       | Kobajasi Kamui     | Sauber-Ferrari       | 1:17,403  | + 2,970   | 18         |
| 15       | Vitalij Petrov     | Renault              | 1:17,779  | + 3,346   | 17         |
| 16       | Nick Heidfeld      | Renault              | 1:17,880  | + 3,447   | 17         |
| 17       | Adrian Sutil       | Force India-Mercedes | 1:18,069  | + 3,636   | 17         |
| 18       | Heikki Kovalainen  | Lotus-Renault        | 1:18,115  | + 3,682   | 20         |
| 19       | Timo Glock         | Virgin-Cosworth      | 1:18,580  | + 4,147   | 21         |
| 20       | Jérôme d’Ambrosio  | Virgin-Cosworth      | 1:18,808  | + 4,375   | 21         |
| 21       | Jarno Trulli       | Lotus-Renault        | 1:19,259  | +4,826    | 19         |
| 22       | Vitantonio Liuzzi  | HRT-Cosworth         | 1:20,115  | + 5,682   | 15         |
| 23       | Narain Karthikeyan | HRT-Cosworth         | 1:20,278  | + 5,845   | 16         |
| 24       | Nico Rosberg       | Mercedes             |           |           | 3          |

## Időmérő edzés
A monacói nagydíj időmérő edzését május 28-án, szombaton tartották.
| Helyezés | Versenyző          | Csapat/Motor         | 1. rész    | 2. rész  | 3. rész      |
| -------- | ------------------ | -------------------- | ---------- | -------- | ------------ |
| 1        | Sebastian Vettel   | Red Bull-Renault     | 1:15.606   | 1:14.277 | 1:13.556     |
| 2        | Jenson Button      | McLaren-Mercedes     | 1:15.397   | 1:14.545 | 1:13.997     |
| 3        | Mark Webber        | Red Bull-Renault     | 1:16.087   | 1:14.742 | 1:14.019     |
| 4        | Fernando Alonso    | Ferrari              | 1:16.051   | 1:14.569 | 1:14.483     |
| 5        | Michael Schumacher | Mercedes             | 1:16.092   | 1:14.981 | 1:14.682     |
| 6        | Felipe Massa       | Ferrari              | 1:16.309   | 1:14.648 | 1:14.877     |
| 7        | Nico Rosberg       | Mercedes             | 1:15.858   | 1:14.741 | 1:15.766     |
| 8        | Pastor Maldonado   | Williams-Cosworth    | 1:15.819   | 1:15.545 | 1:16.528     |
| 9        | Sergio Pérez       | Sauber-Ferrari       | 1:15.918   | 1:15.482 | idő nélkül*  |
| 10       | Lewis Hamilton     | McLaren-Mercedes     | 1:15.207   | 1:14.275 | idő nélkül** |
| 11       | Vitalij Petrov     | Renault              | 1:16.378   | 1:15.815 |              |
| 12       | Rubens Barrichello | Williams-Cosworth    | 1:16.616   | 1:15.826 |              |
| 13       | Kobajasi Kamui     | Sauber-Ferrari       | 1:16.513   | 1:15.973 |              |
| 14       | Paul di Resta      | Force India-Mercedes | 1:16.813   | 1:16.118 |              |
| 15       | Adrian Sutil       | Force India-Mercedes | 1:16.600   | 1:16.121 |              |
| 16       | Nick Heidfeld      | Renault              | 1:16.681   | 1:16.214 |              |
| 17       | Sébastien Buemi    | Toro Rosso-Ferrari   | 1:16.358   | 1:16.300 |              |
| 18       | Heikki Kovalainen  | Lotus-Renault        | 1:17.343   |          |              |
| 19       | Jarno Trulli       | Lotus-Renault        | 1:17.381   |          |              |
| 20       | Jaime Alguersuari  | Toro Rosso-Ferrari   | 1:17.820   |          |              |
| 21       | Timo Glock         | Virgin-Cosworth      | 1:17.914   |          |              |
| 22       | Jérôme d’Ambrosio  | Virgin-Cosworth      | 1:18.736   |          |              |
| 23       | Narain Karthikeyan | HRT-Cosworth         | idő nélkül |          |              |
| 24       | Vitantonio Liuzzi  | HRT-Cosworth         | idő nélkül |          |              |

* Sergio Pérez nem indulhatott a versenyen a balesetét követően.

** Lewis Hamilton Q3-ban futott leggyorsabb és egyben egyetlen mért körét (1:15.280) törölték sikán levágás miatt.

## Futam
A monacói nagydíj futama május 29-én, vasárnap rajtolt.
| Helyezés | Rajtszám | Versenyző          | Csapat/Motor         | Futott kör | Idő/Kiesés oka             | Rajthely | Pont |
| -------- | -------- | ------------------ | -------------------- | ---------- | -------------------------- | -------- | ---- |
| 1        | 1        | Sebastian Vettel   | Red Bull-Renault     | 78         | 2:09:38.373                | 1        | 25   |
| 2        | 5        | Fernando Alonso    | Ferrari              | 78         | +1.138                     | 4        | 18   |
| 3        | 4        | Jenson Button      | McLaren-Mercedes     | 78         | +2.378                     | 2        | 15   |
| 4        | 2        | Mark Webber        | Red Bull-Renault     | 78         | +23.101                    | 3        | 12   |
| 5        | 16       | Kobajasi Kamui     | Sauber-Ferrari       | 78         | +26.916                    | 12       | 10   |
| 6        | 3        | Lewis Hamilton     | McLaren-Mercedes     | 78         | +47.210 *                  | 9        | 8    |
| 7        | 14       | Adrian Sutil       | Force India-Mercedes | 77         | +1 kör                     | 14       | 6    |
| 8        | 9        | Nick Heidfeld      | Renault              | 77         | +1 kör                     | 15       | 4    |
| 9        | 11       | Rubens Barrichello | Williams-Cosworth    | 77         | +1 kör                     | 11       | 2    |
| 10       | 18       | Sébastien Buemi    | Toro Rosso-Ferrari   | 77         | +1 kör                     | 16       | 1    |
| 11       | 8        | Nico Rosberg       | Mercedes             | 76         | +2 kör                     | 7        |      |
| 12       | 15       | Paul di Resta      | Force India-Mercedes | 76         | +2 kör                     | 13       |      |
| 13       | 21       | Jarno Trulli       | Lotus-Renault        | 76         | +2 kör                     | 18       |      |
| 14       | 20       | Heikki Kovalainen  | Lotus-Renault        | 76         | +2 kör                     | 17       |      |
| 15       | 25       | Jérôme d’Ambrosio  | Virgin-Cosworth      | 75         | +3 kör                     | 21       |      |
| 16       | 23       | Vitantonio Liuzzi  | HRT-Cosworth         | 75         | +3 kör                     | 23       |      |
| 17       | 22       | Narain Karthikeyan | HRT-Cosworth         | 74         | +4 kör                     | 22       |      |
| 18       | 12       | Pastor Maldonado   | Williams-Cosworth    | 73         | baleset                    | 8        |      |
| Ki       | 10       | Vitalij Petrov     | Renault              | 67         | baleset                    | 10       |      |
| Ki       | 19       | Jaime Alguersuari  | Toro Rosso-Ferrari   | 66         | baleset                    | 19       |      |
| Ki       | 6        | Felipe Massa       | Ferrari              | 32         | baleset                    | 6        |      |
| Ki       | 7        | Michael Schumacher | Mercedes             | 32         | túlmelegedés               | 5        |      |
| Ki       | 24       | Timo Glock         | Virgin-Cosworth      | 30         | felfüggesztés              | 20       |      |
| Ni       | 17       | Sergio Pérez       | Sauber-Ferrari       | 0          | baleset az időmérő edzésen | –        |      |

* Lewis Hamilton 20 másodperces büntetést kapott a Pastor Maldonado-val való ütközés miatt.

## A világbajnokság állása a verseny után
| H   | Versenyzők       | Pont | H   | Konstruktőrök        | Pont |
| --- | ---------------- | ---- | --- | -------------------- | ---- |
| 1.  | Sebastian Vettel | 143  | 1.  | Red Bull-Renault     | 222  |
| 2.  | Lewis Hamilton   | 85   | 2.  | McLaren-Mercedes     | 161  |
| 3.  | Mark Webber      | 79   | 3.  | Ferrari              | 93   |
| 4.  | Jenson Button    | 76   | 4.  | Renault              | 50   |
| 5.  | Fernando Alonso  | 69   | 5.  | Mercedes GP          | 40   |
| 6.  | Nick Heidfeld    | 29   | 6.  | Sauber-Ferrari       | 21   |
| 7.  | Nico Rosberg     | 26   | 7.  | Force India-Mercedes | 10   |
| 8.  | Felipe Massa     | 24   | 8.  | Toro Rosso-Ferrari   | 7    |
| 9.  | Vitalij Petrov   | 21   | 9.  | Williams-Cosworth    | 2    |
| 10. | Kobajasi Kamui   | 19   | 10. | Lotus-Renault        | 0    |

(A teljes táblázat)

## Statisztikák
Vezető helyen:
- Sebastian Vettel : 61 kör (1-15 / 33-78)
- Fernando Alonso : 1 kör (16)
- Jenson Button : 16 kör (17-32)

Sebastian Vettel 15. győzelme, 20. pole pozíciója, Mark Webber 10. leggyorsabb köre.
- A Red Bull 20. győzelme.